# Pirey
Pirey är en kommun i departementet Doubs i regionen Bourgogne-Franche-Comté i östra Frankrike. Kommunen ligger i kantonen Audeux som tillhör arrondissementet Besançon. År 2022 hade Pirey 2 179 invånare.

## Befolkningsutveckling
Antalet invånare i kommunen Pirey
Referens:INSEE